# آیرن‌وید (فیلم)
آیرن‌وید (به انگلیسی: Ironweed) نام فیلم درامی است که در سال ۱۹۸۷ به کارگردانی هکتور بابنکو ساخته شد. مریل استریپ موفق شد برای بازی در این فیلم برای دریافتِ جایزه اسکار بهترین بازیگر نقش اول زن نامزد شود. جک نیکلسون نیز برای دریافتِ جایزه اسکار بهترین بازیگر نقش اول مرد نامزد شد.

## خلاصهٔ داستان
آیرن‌وید زندگی یک زوج بی‌خانمان را در دورهٔ رکود بزرگ اقتصادی ایالات متحده آمریکا روایت می‌کند.